# HD 87883 b
HD 87883 b是一顆位於小獅座的太陽系外行星，距離地球約59光年，母恆星是橙矮星HD 87883。該行星的軌道週期大約是7.5年，軌道半長軸3.6天文單位，但因為它的軌道離心率相當高，因此和母恆星的距離在1.69到5.51天文單位之間變化。該恆星於2009年8月13日以徑向速度法發現。